# Stazione di Kaga-Onsen
La stazione di Kagaonsen (加賀温泉駅?, Kagaonsen-eki) è una stazione ferroviaria della città di Kaga, nella prefettura di Fukui in Giappone. La stazione è gestita dalla JR West e serve la linea principale Hokuriku).

## Storia
Inizialmente la stazione era servita dai soli treni locali, e l'area termale della città di Kaga disponeva di accesso attraverso le due stazioni adiacenti di Daishōji e Iburihashi. Tuttavia l'elevata competizione fra le due stazioni, che entrambe pretendevano la fermata di un servizio a lunga percorrenza, spinse a concentrare nella stazione di Kagaonsen (fino al 1970 chiamata Tsukurimi) le fermate di tutti gli espressi limitati.

## Linee
JR West
■ Linea principale Hokuriku

## Struttura
La fermata è costituita da due marciapiedi a isola con quattro binari passanti, collegata al fabbricato viaggiatori da una passerella.
| 1-2 | ■ Linea principale Hokuriku | per Fukui e Tsuruga   |
| 3-4 | ■ Linea principale Hokuriku | per Kanazawa e Toyama |

## Stazioni adiacenti
| 《                        | Servizio                  | 》                        |
| Linea principale Hokuriku | Linea principale Hokuriku | Linea principale Hokuriku |
| ------------------------- | ------------------------- | ------------------------- |
| Daishōji                  | Locale                    | Iburihashi                |
| Hokuriku Shinkansen       |                           |                           |
| Komatsu                   | -                         | Awaraonsen                |